# حسینیه حاجی علی اشرف
حسینیه حاجی علی اشرف مربوط به دوره افشار، که در بشرویه، خیابان  ملا عبدالله فاضل تونی ۵ واقع شده است.
این اثر در تاریخ ۲۵ اسفند ۱۳۷۸ با شمارهٔ ثبت ۲۶۱۰ به‌عنوان یکی از آثار ملی ایران به ثبت رسیده است.

## ساختار
این حسینیه‌، مدور و دارای دو ایوان که به صورت قرینه و به سبک معماری هندی ساخته شده‌اند. دور تا دور این عمارت ایوان‌های کوچکی ساخت شده است. 